# Willy Horn
Willy Horn (Berlino, 17 gennaio 1909 – 31 maggio 1989) è stato un canoista tedesco della Post SV Berlin.
Ha vinto un argento nel K2 10.000 m inseguimento in coppia con Erich Hanisch alle Olimpiadi di Berlino 1936.

## Palmarès
- Olimpiadi
  - Berlino 1936: argento nel K2 10000 m inseguimento.